# Alberto Triulzi

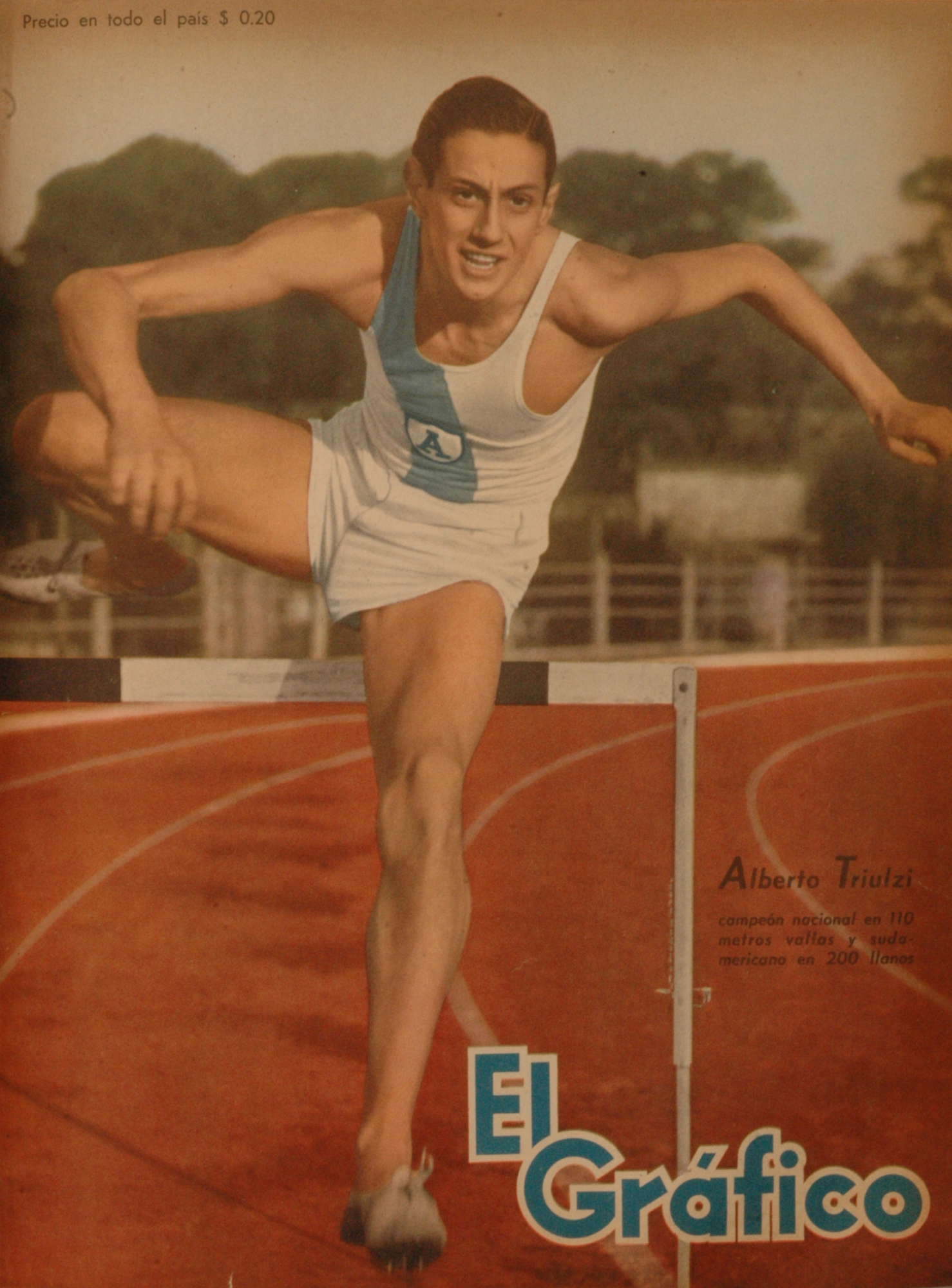
Alberto Triulzi, 1946

Alberto Triulzi (Alberto Ubaldo Triulzi Orozco; * 6. Januar 1928 in Buenos Aires; † 9. September 1968) war ein argentinischer Hürdenläufer und Sprinter.
Bei den Leichtathletik-Südamerikameisterschaften 1947 in Rio de Janeiro siegte er über 110 m Hürden und über 200 m.
1948 wurde er bei den Olympischen Spielen in London Vierter über 110 m Hürden.
Im Jahr darauf verteidigte er bei den Leichtathletik-Südamerikameisterschaften 1949 in Lima seinen Titel über 110 m Hürden und gewann Bronze über 200 m.

## Persönliche Bestzeiten
- 200 m: 21,9 s, 14. März 1946, Buenos Aires
- 110 m Hürden: 14,0 s, 12. Oktober 1947, Buenos Aires